# تي في آر سيربيرا
تي في آر سيربيرا  (بالإنجليزية: TVR Cerbera)‏ هي سيارة من تصنيع شركة تي في آر.